# Kermesia albida
Kermesia albida är en insektsart som beskrevs av Melichar 1903. Kermesia albida ingår i släktet Kermesia och familjen Meenoplidae. Inga underarter finns listade i Catalogue of Life.